# 양 간문제
양 태종 간문황제 소강(梁 太宗 簡文皇帝 蕭綱, 503년 12월 2일 ~ 551년 11월 15일)은 중국 남북조 시대 양나라의 제2대 황제이다. 자는 세찬(世讃)이고, 소자는 육통(六通)이다.

## 생애
503년 12월, 건강 현양전에서 소연과 정령광의 삼남으로 태어났다.
4살에 진안왕에 책봉되고 523년에 옹주자사가 되었다. 531년 4월, 장남 소명태자 소통이 뱃놀이를 하다가 물에 빠져 익사하고 차남 예장왕 소종마저 잃은 소연은 5월에 소강을 태자로 책봉했다. 사실 태자가 죽으면 태자의 아들을 세우는게 당시 순리였지만 태자의 자식들이 어렸기 때문에 내린 결정이었다. 소강은 어려서부터 총명하여 기억과 이해가 남보다 뛰어났다. 6살에 글을 짓고 7살에 시를 지었는데 소연은 이것을 믿지 않다가 직접 보고 알게 되었다. 장성해서는 한 눈에 10행을 읽고 한 번 본 것은 반드시 기억했고 붓을 들면 즉시 글을 완성했다. 유가학술의 책을 많이 읽어 현리에 정통했다. 그가 지은 시는 화려했지만 대부분 궁정생활과 남녀지간의 정을 묘사한 것이라 내용은 없었다. 이것이 궁체의 시초로 소강은 문학가와 교제하는 것을 즐기고 서예에도 소질이 있었다.
이미 11살부터 친히 정무를 처리했으며 그의 얼굴은 각이 졌으며 풍만했고 수염이 그림처럼 멋있었다. 그의 눈썹은 비취색을 띠고 눈초리가 날카로웠으며 성격이 너그러웠고 희로애락을 얼굴에 나타나지 않았다. 또 신과 같은 존엄이 깃들어져 있었고 549년 3월, 건강에 입성한 후경을 영복성에서 만났을 때는 조금도 두려워하지 않고 태연자약하게 말했다. 이에 후경은 얼굴이 땀투성이가 된 채 말을 못하고 절만 연방 했다.
5월에 황제에 즉위했지만 후경은 대권을 장악하고 소강을 엄격하게 지켜서 외부 사람들이 그를 알현하지 못하게 감시했다. 후경은 강남에서 일어난 그에 대한 반란을 잔혹하게 진압하고 때때로 경각심을 일깨우게 하기 위해 아무 죄도 없는 사람들을 죽이고 마을을 불태우고 약탈했다. 광릉에서 일어난 난을 진압했을 때는 태수와 그 일족을 멸하고 남녀노소를 모두 죽였다. 나중에는 생매장하거나 머리만 내밀고 땅에 파묻어서 기마병을 시켜 빙글빙글 돌면서 화살을 쏘아 죽이거나 개를 풀어 물어뜯어 죽였다.
거기에 연달아 재해가 터지면서 건강은 폐허가 되었고 죽은 사람들의 시체와 해골이 온 강산을 덮었다. 후경의 이러한 잔혹한 통치에 550년 정월, 시흥태수 진패선이 시흥에서 군사를 일으켰다. 이듬해 6월, 상동왕 소역이 파릉에서 후경을 격파하고 평남장군 왕승변도 이 대열에 합류했다. 파릉 전투에서 후경의 부하들은 사상자가 태반이었고 맹장들도 다수 전사했다. 후경은 자신의 앞날이 어두워지자 빨리 제위에 오르기 위해 소강을 진안왕으로 폐하고 예장왕 소동을 황제로 세웠다. 소강은 감금되었고 종이가 없어서 벽과 판자에다 시와 글 수백 편을 써서 자기의 슬픔을 토로했다. 10월, 후경은 여러 사람들의 희망을 끊어버리기 위해 사람을 보내 소강에게 술을 먹이게 했다. 소강은 자기가 곧 죽게 되리라는 것을 짐작하고 주저없이 술을 마셨다. 그가 깊이 취하고 잠들자 흙자루에 담아 그 위에 눌러 앉아 죽였다. 그의 나이는 49세였으며 문짝으로 관을 만들어 안에 담고 건강 북쪽에 있던 술창고에 두었다. 552년 4월, 소역에 의해 장릉에 안장되었다.
범숙비 소생으로 그의 딸인 율양공주는 후경의 첩이 됐다가 머지않아 후경이 황제가 되자 후비가 되었다. 그의 아들들 중에 9남 여남왕 소대봉과 21남 진왕 소대환은 서위로 망명했다. 그들은 서위의 뒤를 이은 북주 때 각각 진릉공과 시우공이 되어 천수를 누렸다. 한편 소강의 나머지 아들들은 모두 후경에게 피살되거나 요절했다.

## 가족

### 조부모와 부모
- 조부 : 태조(太祖) 문황제(文皇帝) 소순지(蕭順之)
- 조모 : 문헌황후(文獻皇后) 장상유(張尙柔)
- 부친 : 고조(高祖) 무황제(武皇帝) 소연(蕭衍)
- 모친 : 목황태후(穆皇太后) 정령광(丁令光)

### 황후
| 봉호                | 시호                    | 이름(성씨)     | 별칭  | 재위년도 | 생몰년도      | 국구(장인/장모)               | 능묘       | 비고  |
| ------------------- | ----------------------- | -------------- | ----- | -------- | ------------- | ----------------------------- | ---------- | ----- |
| 황태자비 (皇太子妃) | 간문간황후 (簡文簡皇后) | 왕영빈(王靈賓) | [ 4 ] | (추존)   | 505년 ~ 549년 | 남창안후(南昌安侯) 왕건(王騫) | 장릉(莊陵) | [ 5 ] |

### 후궁
| 봉호       | 별칭 | 이름(성씨) | 생몰년도 | 비고 |
| ---------- | ---- | ---------- | -------- | ---- |
| 숙비(淑妃) |      | 범씨(范氏) |          |      |
| 수화(修華) |      | 저씨(褚氏) |          |      |
| 숙용(淑容) |      | 진씨(陳氏) |          |      |
| 소화(昭華) |      | 포씨(包氏) |          |      |
| 미인(美人) |      | 반씨(潘氏) |          |      |
| 미인(美人) |      | 범씨(范氏) |          |      |
| 부인(夫人) |      | 좌씨(左氏) |          |      |
| 부인(夫人) |      | 사씨(謝氏) |          |      |
| 부인(夫人) |      | 장씨(張氏) |          |      |
| 부인(夫人) |      | 진씨(陳氏) |          |      |
| 부인(夫人) |      | 주씨(朱氏) |          |      |

### 황자
| -  | 봉호               | 시호   | 이름           | 생몰년도      | 생모          | 별칭   | 비고   |
| -- | ------------------ | ------ | -------------- | ------------- | ------------- | ------ | ------ |
| 1  | 황태자(皇太子)     | 애(哀) | 소대기(蕭大器) | 523년 ~ 551년 | 간황후 왕영빈 | [ 6 ]  | [ 7 ]  |
| 2  | 당양군왕(當陽郡王) |        | 소대심(蕭大心) | 523년 ~ 551년 | 숙용 진씨     | [ 8 ]  | [ 9 ]  |
| 3  | 임천군왕(臨川郡王) |        | 소대관(蕭大款) |               |               | [ 10 ] |        |
| 4  | 남해군왕(南海郡王) |        | 소대림(蕭大臨) | 527년 ~ 551년 | 부인 좌씨     | [ 11 ] | [ 9 ]  |
| 5  | 남군왕(南郡王)     |        | 소대련(蕭大連) | 527년 ~ 551년 | 간황후 왕영빈 | [ 12 ] | [ 9 ]  |
| 6  | 안륙군왕(安陸郡王) |        | 소대춘(蕭大春) | 530년 ~ 551년 | 부인 좌씨     | [ 13 ] | [ 9 ]  |
| 7  | 계양군왕(桂陽郡王) |        | 소대성(蕭大成) |               |               | [ 14 ] |        |
| 8  | 여남군왕(汝南郡王) |        | 소대봉(蕭大封) |               |               | [ 15 ] | [ 16 ] |
| 9  | 유양현공(瀏陽縣公) |        | 소대아(蕭大雅) | 533년 ~ 549년 | 부인 사씨     |        | [ 17 ] |
| 10 | 신흥군왕(新興郡王) |        | 소대장(蕭大莊) | 534년 ~ 551년 | 부인 장씨     | [ 18 ] | [ 9 ]  |
| 11 | 서양군왕(西陽郡王) |        | 소대균(蕭大鈞) | 539년 ~ 551년 | 소화 포씨     |        | [ 9 ]  |
| 12 | 무녕군왕(武寧郡王) |        | 소대위(蕭大威) | 539년 ~ 551년 | 미인 범씨     |        | [ 9 ]  |
| 13 |                    |        | 소대훈(蕭大訓) | 540년 ~ 549년 | 미인 반씨     |        | [ 19 ] |
| 14 | 건평군왕(建平郡王) |        | 소대구(蕭大球) | 541년 ~ 551년 | 수화 저씨     |        | [ 9 ]  |
| 15 | 의안군왕(義安郡王) |        | 소대흔(蕭大昕) | 541년 ~ 551년 | 부인 진씨     |        | [ 9 ]  |
| 16 | 수건군왕(綏建郡王) |        | 소대지(蕭大挚) | 542년 ~ 551년 | 부인 주씨     |        | [ 9 ]  |
| 17 | 진희군왕(晉熙郡王) |        | 소대환(蕭大圜) |               |               | [ 20 ] | [ 16 ] |

### 황녀
| - | 봉호               | 이름           | 생몰년도  | 생모          | 부마                          | 별칭   | 비고 |
| - | ------------------ | -------------- | --------- | ------------- | ----------------------------- | ------ | ---- |
| 1 | 남사공주(南沙公主) |                |           |               | 안성간공(安城簡公) 원헌(袁憲) |        |      |
| 2 | 장산공주(長山公主) | 소묘략(蕭妙䂮) |           | 간황후 왕영빈 |                               |        |      |
| 3 | 율양공주(溧陽公主) |                | 536년 ~ ? | 숙비 범씨     | 후경(侯景)                    |        |      |
| 4 | 여요공주(餘姚公主) |                |           |               | 왕부(王溥)                    |        |      |
| 5 | 해염공주(海鹽公主) |                |           |               | 장희(張希)                    |        |      |
| 6 | 안양공주(安陽公主) |                |           |               | 장교(張交)                    | [ 21 ] |      |

## 기년
| 간문제      | 원년            | 2년        |
| ----------- | --------------- | ---------- |
| 서력 (西曆) | 550년           | 551년      |
| 간지 (干支) | 경오(庚午)      | 신미(辛未) |
| 연호 (年號) | 대보(大寶) 원년 | 2년        |